# Walter Kautz (Politiker, 1803)
Walter Kautz, auch Wilhelm Kautz (* 1803 in Birstein; † 1. März 1874 ebenda) war ein deutscher Schultheiß und Mitglied der kurhessischen Ständeversammlung.

## Leben
Walter Kautz war in seinem Heimatort als Schultheiß (heute Bürgermeister) tätig. Dabei war er zunächst sog. Hoheitsschultheiß und wurde vom Landesherrn eingesetzt. Erst im 20. Jahrhundert wurden die Schultheißen von der Ortsbevölkerung gewählt. Im Februar 1838 erhielt er als Vertreter für den Abgeordneten Wilhelm Auffahrt ein Mandat für die kurhessische Ständeversammlung (5. Landtag).
1843 und 1847 war er ebenfalls Mitglied des Parlaments, gewählt im Wahlkreis Salmünster-Land.
1848 legte er aus Gesundheitsgründen sein Mandat nieder. 
Die Ständeversammlung wurde  nach den Unruhen der Jahre 1830/1831 zum Zweck der Verabschiedung einer Verfassung konstituiert und löste faktisch die Landstände der Landgrafschaft Hessen ab. Das Parlament bestand aus 53 Abgeordneten: 20 Sitze waren für die Prinzen des Herrscherhauses, die Standesherren, die Prälaten und die Ritter bestimmt, 17 Abgeordnete waren Vertreter der Städte und 16 Vertreter der Bauern.